# Frank Mattern (Journalist)
Frank Mattern  (* 1937 in Hamm) ist ein deutscher Journalist und Autor.

## Leben
Nach Schule und Studium in der Schweiz volontierte Frank Mattern bei einer Ruhrgebietszeitung und war anschließend als Lokalchef tätig. Der weitere Berufsweg führte ihn über Ressortleiter-Positionen bei Illustrierten, als stellvertretender Chefredakteur bei der Wirtschaftszeitung Westkurier und Chefredakteur beim Bergbaumagazin AS – Arbeit und Sicherheit zur Kölner Messe, wo er für Standort-PR und technisch ausgerichtete Fachmessen verantwortlich war. Anschließend folgten sechs Jahre als Agenturleiter der Buchclubs und Mitglied im Marketingkreis der Bertelsmann AG. 1986 gründete Mattern eine Konzeptions- und Textagentur, in der er Produkt- und Dienstleistungs-Profile erarbeitete. Darüber hinaus war er bis 2001 als Spezialanbieter für internationale Fachmesse-Kommunikation für die Reed Messen (Reed Elsevier) und die Koelnmesse weltweit tätig. Als Ruheständler befasst er sich mit der alternden Gesellschaft und veröffentlicht Fotografien und Kurzgeschichten. Frank Mattern ist der Sohn von Erich Mattern und ein Neffe von Hermann Mattern.

## Auszeichnungen
- Christophorus-Autoren-Preis, 1979
- LWL-Fotopreis Westfalen entdecken, 2010

## Publikationen
- Wirtschaftsraum Hamm, Stalling AG, 1968
- Helden und Maulhelden, heiterer Roman, Westf. Heimatverlag, 1981
- Die Mühle (Realisation Biografie Doris Jäckering), Eigenverlag,  1990
- Hagen vom Northof, historischer Roman, BoD, 2004
- Seitenweise Hamm, Autorenbeitrag, Stadt Hamm, 2010
- Westfalen entdecken, Fotobeitrag, Ardey-Verlag, Münster 2010